# Conil de la Frontera
Conil de la Frontera – gmina w Hiszpanii, w prowincji Kadyks, w Andaluzji, o powierzchni 88,51 km². W 2011 roku gmina liczyła 21 927 mieszkańców.